# Love Training - Lezioni d'amore
Love Training - Lezioni d'amore è un film per la televisione del 2012 diretto da Mark Griffiths.

## Trama
Harold è un ragioniere appassionato di fotografia. La sua vita professionale lo soddisfa appieno ma lo stesso non può dirsi di quella sentimentale. Essendo infatti molto timido e introverso, per lo più segnato da una delusione adolescenziale, non riesce a crearsi uno stralcio di vita affettiva. Un giorno però casualmente incontra Annie, la sua ex compagna di liceo di cui era segretamente innamorato e che lo aveva ferito sentimentalmente col suo disinteresse. La ragazza, disperatamente alla ricerca di un lavoro, si propone di fargli da love coach per sbloccare la sua vita affettiva. È l'inizio di una serie di lezioni che faranno sì che il ragazzo rivitalizzi straordinariamente la sua vita con dei risultati davvero sorprendenti.